# 八住利雄
八住 利雄（やすみ としお、1903年〈明治36年〉4月6日 - 1991年〈平成3年〉5月22日）は、日本の脚本家。元日本シナリオ作家協会理事長（1965年 - 1968年、1982年 - 1991年）。脚本家の白坂依志夫は長男。

## 来歴・人物
大阪市出身。早稲田大学露文学科卒業。卒業後、しばらくはロシア文学の翻訳家、築地小劇場などの新劇運動を経て。
1928年、春秋社から人生読本というタイトルでトルストイの翻訳書を出版、笹本寅が携わった。
1936年、PCL入社。脚本第一作は『武士道朗らかなりし頃』を発表、1939年（昭和14年）『樋口一葉』で注目され、その後シナリオライターに専念する。 。1947年（昭和22年）、ラジオドラマ『向う三軒両隣』の脚本を伊馬春部、北条誠、北村寿夫とともに交代で執筆。終戦直後の民主的で明るい人間関係を描くホームドラマは人気番組となった。1970年（昭和45年）、紫綬褒章受章。1976年（昭和51年）、勲四等旭日小綬章受章。特に昭和二十年代にはキネマ旬報ベストテンに5本の作品（共同脚本3本を含む）などを健筆をふるい、映画『約250本』『テレビ約60本』の娯楽作品から文芸作品までジャンルを問わず、重鎮脚本家として大作を多く手がけた。
1980年頃から書くことを止め、以後悠々自適。日本シナリオ作家協会理事長に就任後は、著作権の確立、日中シナリオシンポジウム開催に尽力した。

## 主な脚本作品

### 映画
- 武士道朗らかなりし頃 [6]（1936年）
- 樋口一葉（1939年）
- 伊那の勘太郎 [7]（1943年）
- 決戦の大空へ（1943年）
- 熱風（1943年）
- 民衆の敵（1946年）
- 麗人（1946年）
- 春のめざめ [8]（1947年）
- 戦争と平和（1947年）
- 女の一生（1949年）
- のど自慢狂時代（1949年）
- 白雪先生と子供たち（1950年）
- また逢う日まで（1950年）
- 憧れのハワイ航路（1950年）
- 傷だらけの男（1950年）
- 細雪（1950年）
- お国と五平（1952年）
- 戦艦大和（1953年）
- 花の生涯 彦根篇 江戸篇（1953年）
- 早稲田大学（1953年）
- ひよどり草紙（1954年）
- 或る女（1954年）
- ハワイ珍道中（1954年）
- 月よりの使者（1954年）
- たけくらべ（1955年）
- 夫婦善哉（1955年）
- 新諸国物語 オテナの塔 [9] （前篇 1955年、後篇1956年）
- 白夫人の妖恋（1956年）
- 猫と庄造と二人のをんな（1956年）
- 台風騒動記（1956年）
- 雪国（1957年）
- 智恵子抄（1957年）
- 白夜の妖女 [10]（1957年）
- 挽歌（1957年）
- 負ケラレマセン勝ツマデハ（1958年）
- 駅前旅館（1958年）
- 絶唱（1958年）
- 細雪 [11]（1959年）
- 花のれん（1959年）
- 暗夜行路（1959年）
- 硫黄島（1959年）
- 日本誕生（1959年）
- 世界大戦争（1961年）
- 風と雲と砦 (1961年)
- 忠臣蔵 花の巻・雪の巻（1962年）
- どぶろくの辰（1962年、東宝）
- 憂愁平野 (1963年)
- 喜劇 とんかつ一代 (1963年、原作)
- 台所太平記（1963年）
- ミスター・ジャイアンツ 勝利の旗（1964年）
- 四谷怪談（1965年）
- 喜劇 駅前百年（1967年）
- 斜陽のおもかげ（1967年）
- 日本海大海戦（1969年）
- ノストラダムスの大予言（1974年）[2]
- 吾輩は猫である（1975年）
- 妻と女の間（1976年）

### テレビドラマ
- 続・忍ぶ川（TBS、1962年）
- 忍ぶ川 その三（TBS、1963年）
- 台所太平記 [12]（日本テレビ、1963年-1964年）
- 奥さまはお人好し [13]（日本テレビ、1964年-1965年）
- 女のいくさ（NET、1964年）
- 明治天皇（読売テレビ、1967年）
- 積木の箱（毎日放送、1968年）
- 五人の野武士 第19話（日本テレビ、1969年）
- 頑張れ!かあちゃん（NET、1969年）
- 泣かないで!かあちゃん（NET、1970年）
- 宮本武蔵（NET、1970年-1971年）

## 著書
- 八住利雄『シナリオ教室』ダヴィット社（原著1964-9-1）。ISBN 4804801065。
- 八住利雄『シナリオ・演出・演技  映像芸術の原点』ダヴィット社（原著1982-2-1）。ISBN 4804801529。
- 八住利雄、シナリオ作家協会「八住利雄人とシナリオ」出版委員会編集『八住利雄 人とシナリオ』日本シナリオ作家協会（原著1992年10月）。